# Пожежна частина № 33 (Київ)

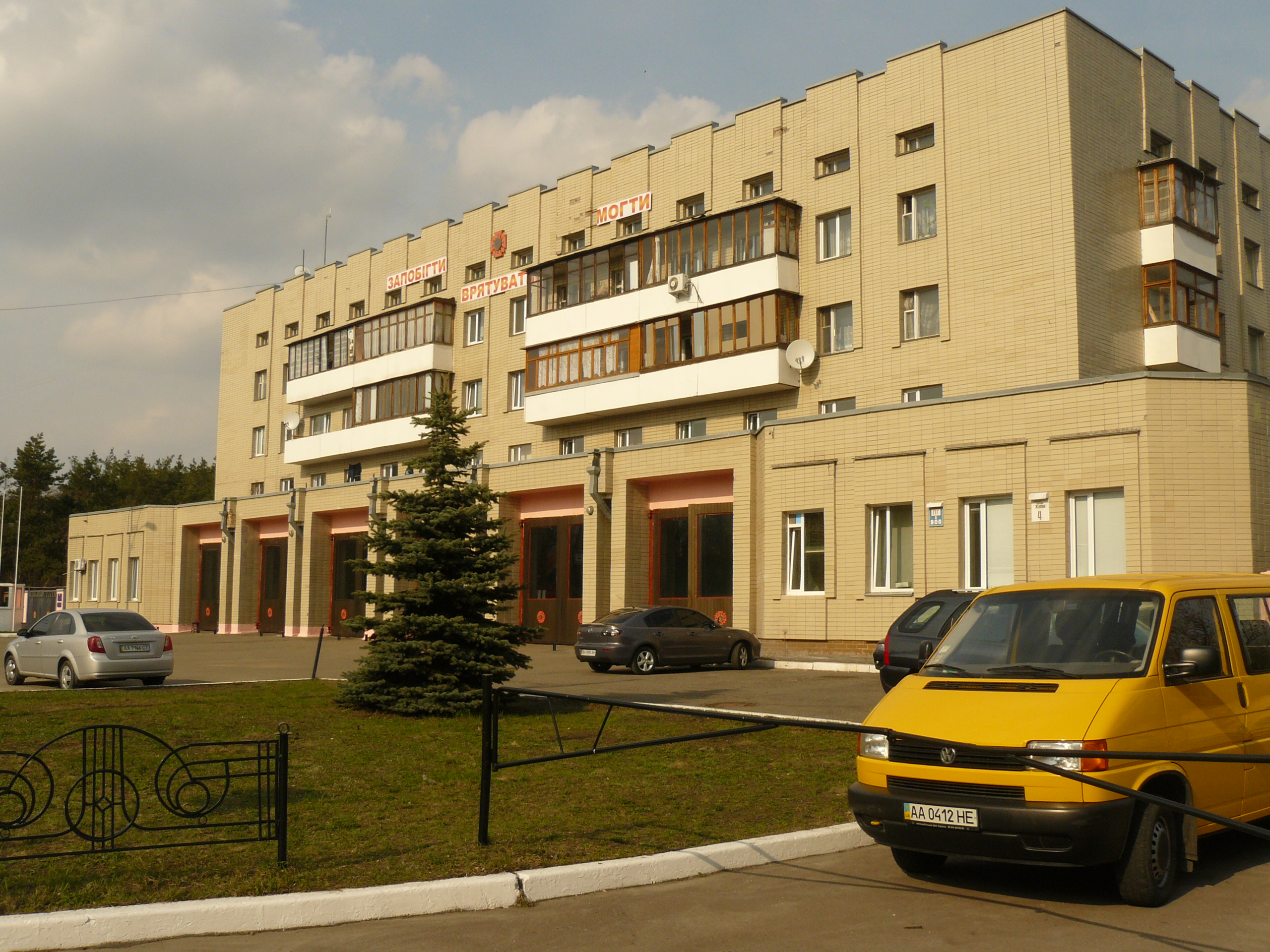
Пожежна частина №33

Пожежна частина №33 — самостійна державна пожежна частина, у Деснянському районі Києва. Утворена у 1988 році, відкрита — у 1995 році. Розташована за адресою — вулиця Кубанської України, 4а.
З червня 2006 року пожежну частину очолює полковник служби цивільного захисту Станіслав Кубашевський.

## Історія
Утворена у 1988 році при розділі районів Києва, коли був створений новий Ватутінський район (з 2001 року — Деснянський). 
Тоді, пожежна частина розташовувалась на першому поверсі гуртожитку Київського торговельно-економічного університету по вулиці Мілютенка, 8. 
У грудні 1993 року було виділено земельну ділянку для будівництва нового пожежного депо на шість виїздів по вулиці Кубанської України (тоді Маршала Жукова), 4а. Урочисте відкриття відбулося 20 грудня 1995 року. 
1997 року, в результаті штатних змін був створений загін державної пожежної охорони №12, куди увійшли 33-я самостійна державна пожежна частина та 12-та підпорядкована пожежна частина по охороні ВАТ «Радикал». Наступному року 12-ЗДПО скоротили, залишивши лише 33-СДПЧ. До складу підрозілу увійшли: 12-й окремий пост та пожежний корабель. 
У червні 2002 року пожежний корабель було підпорядковано 14-СДПЧ, Подільський район.
У грудні 2004 року було створено Деснянське районне управління ГУМНС України в місті Києві, до складу якого увійшли 33-СДПЧ, 12-ОПДПО та 45 ППЧ по охороні ТЕЦ-6.

## Підрозділ очолювали
- 1988—93 — Олександр Коріненко, майор внутрішньої служби;
- 1993—00 — Олег Левченко, підполковник внутрішньої служби;
- 2000—01 — Анатолій Компанець, підполковник внутрішньої служби ;
- 2001—06 — Олег Левченко, полковник внутрішньої служби;
- з червня 2006 — Станіслав Кубашевський, полковник служби цивільного захисту.

## Відзнаки
1998 року при гасінні пожежі на складах паливно-мастильних матеріалів ТОВ «КЛО», за проявлену мужність був відзначений почесною грамотою Міністра внутрішніх справ України водій-командир відділення 33 — СДПЧ старший сержант внутрішньої служби П.М. Вікаренко.
При ліквідації пожежі в складських приміщеннях Міністерства оборони, за адресою пров. Саперно-Слобідський, 3, де зберігалися сильно діючі отруйні речовини, відділення частини на чолі з командиром відділення прапорщиком внутрішньої служби Віталієм Бутом виявило сміливість та рішучість. За ці дії особовий склад відділення було нагороджено грошовою премією, а Віталій Бут наказом Міністра внутрішніх справ нагороджений Почесною грамотою МВС України. 
2002 року начальник караулу старший лейтенант внутрішньої служби Сергій Атрощенко посів 1-ше місце в Україні на змаганнях за звання «Найкращого молодого працівника» та став найкращим начальником караулу країни.